# Volumekracht
Een volumekracht (lichaamskracht) is kracht die inwerkt op het volume van een voorwerp. 
Voorbeelden zijn 
- de zwaartekracht;
- de magnetische en elektrostatische aantrekking;
- krachten veroorzaakt door temperatuurs- en/of dichtheidsverschillen

Om de totale kracht op het voorwerp te kennen, moet deze volumekracht over het volledige volume geïntegreerd worden.
Naast volumekrachten zijn er ook nog oppervlaktekrachten, bijvoorbeeld door contact van 2 onvervormbare bewegende lichamen.